# Christian Jasper Klumker
Christian Jasper Klumker (* 22. Dezember 1868 auf der Insel Juist; † 19. Juli 1942 in Hedemünden) war ein deutscher Sozialpädagoge.

## Leben und Wirken
Der Pfarrerssohn studierte von 1888 bis 1894 in Leipzig, Erlangen und Göttingen Evangelische Theologie, Philosophie und Nationalökonomie. Anschließend studierte er in Leipzig Nationalökonomie, Geschichte und Statistik. Während seines Studiums wurde er Mitglied beim Verein Deutscher Studenten in Erlangen und Göttingen. 1897 wurde er promoviert und war daraufhin am Institut für Gemeinwohl in Frankfurt tätig. 1899 wurde er Geschäftsführer der Centrale für private Fürsorge in Frankfurt. 1901 erhielt er einen Lehrauftrag für Armenpflege und Soziale Fürsorge an der Frankfurter Akademie für Sozial- und Handelswissenschaften. Ab 1903 war er Geschäftsführer des Instituts für Gemeinwohl. Bei der Reichstagswahl 1903 kandidierte er für den Nationalsozialen Verein von Friedrich Naumann im Reichstagswahlkreis Großherzogtum Oldenburg 2.
Klumker war ab 1920 ordentlicher Professor für Fürsorgewesen und Sozialpädagogik an der Universität Frankfurt am Main.
Bahnbrechend wurde der von ihm 1918 vorgelegte Band „Fürsorgewesen, eine Einführung in das Verständnis der Armut und der Armenpflege“. Klumker schuf damit die wissenschaftlichen Grundlagen für die heutige Soziale Arbeit. Zugleich setzte er sich nachdrücklich für eine reichsrechtliche Regelung der gesamten Jugendfürsorge ein. Er war einer der engagiertesten Vorkämpfer für die Einrichtung von Jugendämtern. An der Vorbereitung des Reichsjugendwohlfahrtsgesetzes von 1922 war er maßgebend beteiligt, insbesondere trat er für eine akademische Ausbildung der Fürsorger und Wohlfahrtspflege ein.
1933 wandte er sich offen gegen den Nationalsozialismus und rief nach der Vertreibung der jüdischen Hochschullehrer zur Schließung der Frankfurter Universität auf. 1934 wurde Klumker emeritiert. Bei ihm studierte auch der Fürsorgewissenschaftler, Hans Scherpner, der ab 1935 die Leitung des „Seminars für Fürsorgewesen und Sozialpädagogik“ an der Universität Frankfurt am Main (als stv. Direktor) übernahm und dessen Lehrbetrieb bis ins WS 1944/45 aufrechterhielt.